# Estación Apóstoles
Estación Apóstoles es una localidad argentina, ubicada en el Departamento Apóstoles de la Provincia de Misiones, a 69 km de la ciudad de Posadas. Administrativamente depende del municipio de Apóstoles, de cuyo centro urbano dista unos 5 km. Se halla sobre la margen izquierda del arroyo Chimiray, en el límite con la Provincia de Corrientes; en la margen contraria del arroyo se halla la localidad de Colonia Liebig's, con la cual forma un único aglomerado urbano interprovincial denominado Estación Apóstoles - Colonia Liebig.

## Estación ferroviaria
El nombre de la localidad se debe a que el paraje se formó alrededor de la estación del Ferrocarril General Urquiza del mismo nombre. 
Se llega desde el centro de la ciudad de Apóstoles a través de la Avenida San Martín.
La vía férrea y los edificios de la estación ferroviaria, datan de 1909, siendo la estación más antigua de Misiones. Todos los materiales se trajeron directamente desde Inglaterra. La empresa consecionaria de la obra por entonces, fue la de Clark Hermanos.
La categoría de Estación Ferroviaria era de Segunda (Prof. Lic. Labán de Gunter).
Era la estación del servicio ""El gran Capitán" que recorría desde Federico Lacroze en Buenos Aires con esta estación, con servicio de transfer hasta Posadas. Ahora circulan formaciones de carga por parte de la empresa estatal Trenes Argentinos Cargas.
Locación de Cine: en la Estación ferroviaria, se filmaron las escenas de llegada, bajada y subida, de la película "El Rey de la Patagonia", debido a que era la única en toda la Argentina que se conservaba intacta, sin modificaciones modernas. Uno de los actores estrellas que actuaron, fue el conocido y ya fallecido actor egipcio Omar Shariff.
Nuevos barrios construidos en cercanías del Barrio Estación, aportan mayor urbanismo, destacándose por sus dimensiones el conocido como Barrio Lomas del Mirador, que duplica prácticamente en espacio habitado, al centenario Estación.